# Elsa Mühlethaler
Elsa Mühlethaler (geboren am 1. April 1917 in Bern; gestorben am 25. September 1998 ebenda) war die erste Frau der Schweiz mit eigener Kleintierpraxis.

## Leben
Elsa Mühlethaler war die Tochter des Fritz Mühlethaler, eines Naturwissenschaftlers und Gymnasiallehrers, sowie der Rosa Mühlethaler-Reinhard. Nach der Matura von 1936 absolvierte sie in Bern als erste Frau ein volles veterinärmedizinisches Studium. Sie war eine der ersten Frauen, die in der Schweiz als Tierärztin doktorierte (1942). In Deutschland allerdings (ab 1918 mit Agnes Sjöberg und 1925 mit Ruth Eber) und in Zürich (ab 1937 mit Eva Simon) gab es einige frühere vet. med. Promotionen bzw. Fachexamen (Ella Blatter 1938). 
Elsa Mühlethalers praktische Ausbildungszeit fiel in die Jahre des Zweiten Weltkriegs. Professoren und Studenten steckten im Aktivdienst. Das Berner Tierspital war in eine militärische Pferde-Kuranstalt umgewandelt worden. Obwohl noch nicht fertig ausgebildet, hatte Elsa Mühlethaler mit einem einzigen Tierarzt an ihrer Seite alle veterinärmedizinischen Aufgaben und Pflichten selbständig zu erledigen. Mit diesem Einsatz drang sie in die bis dahin ganz den Männern reservierte Domäne der Grosstiermedizin ein.
Nach dem Krieg fand sie Arbeit in der chemischen Industrie. In der Firma J. R. Geigy AG war sie massgeblich in der Kontaktinsektizid- und In-vitro-Helminthenforschung (z. B. DDT) beteiligt. Für den weltweit operierenden Konzern unternahm sie auch Auslandreisen (Frankreich/USA).
1949 eröffnete Elsa Mühlethaler in Bern als erste Frau der Schweiz eine eigene veterinärmedizinische Praxis (für Kleintiere). Sie betrieb sie 26 Jahre lang bis 1974.
Mühlethaler war Mitglied und Koordinatorin der Sektion Thailändische Häftlinge bei Amnesty International Schweiz.

## Schriften
- Das histologische Bild der Speicheldrüsen Parotis, Submandibularis und Sublingualis der Katze nach parasympathischer und sympathischer Reizung. Diss. Vet. Med. Bern, Basel 1946.
- Eine schweizerische Tierärztin erzählt, warum sie „Dr. med. vet.“ wurde. In: Du. Kulturelle Monatsschrift, Bd. 3, Heft 1, 1943.
- Erlebnisse aus meiner Kleintierpraxis. In: Jahrbuch der Schweizerfrauen, 1952.
- mit V. Kocher: Über die fermentative Ausräumung nekrotischer Prozesse. In: Tierärztliche Umschau, Nr. 12, Konstanz 1958.